# Barbus kissiensis
Barbus kissiensis är en fiskart som beskrevs av Daget, 1954. Barbus kissiensis ingår i släktet Barbus och familjen karpfiskar. IUCN kategoriserar arten globalt som sårbar. Inga underarter finns listade.